# آدام لوندکویست
آدام لوندکویست (سوئدی: Adam Lundqvist؛ زادهٔ ۲۰ مارس ۱۹۹۴) بازیکن فوتبال اهل سوئد است.
از باشگاه‌هایی که در آن بازی کرده‌است می‌توان به باشگاه فوتبال الفسبورگ اشاره کرد.
وی همچنین در تیم‌های ملی فوتبال زیر ۱۷ سال، زیر ۱۹ سال، زیر ۲۱ سال سوئد، تیم المپیک، و سوئد بازی کرده‌است.